# Vezin-le-Coquet
Vezin-le-Coquet è un comune francese di 4 208 abitanti situato nel dipartimento dell'Ille-et-Vilaine nella regione della Bretagna.

## Società

### Evoluzione demografica
Abitanti censiti